# Mike Glenn
Mike Theodore Glenn (ur. 10 września 1955 w Rome) – amerykański koszykarz, występujący na pozycji rozgrywającego, po zakończeniu kariery sportowej analityk, dziennikarz, komisarz koszykarskiej ligi World Basketball Association (WBA).

## Osiągnięcia
NCAA
- Uczestnik rozgrywek NCAA Sweet 16 (1977)[1]
- Mistrz konferencji Missouri Valley (1977)[1]
- Zawodnik Roku Konferencji Missouri Valley (1976)[2]
- 2-krotnie zaliczony do składu Academic All-American First Team[1]

NBA
- Laureat J. Walter Kennedy Citizenship Award (1981)[3]
- Zawodnik Tygodnia NBA (17.04.1983)[4]